# Gordon R. Dickson
Gordon Rupert Dickson (Edmonton, 1º novembre 1923 – Richfield, 31 gennaio 2001) è stato uno scrittore, autore di fantascienza e di fantasy statunitense.
Le sue opere più celebri sono il ciclo fantascientifico dei Dorsai e la serie del Cavaliere del drago. Nella sua carriera ha vinto tre premi Hugo e un Nebula.

## Biografia
Dickson R. Gordon, conosciuto professionalmente come Gordon R. Dickson, è stato uno scrittore di fantascienza canadese naturalizzato statunitense. Nato ad Edmonton, Alberta, nel 1923, si trasferì con la madre a Minneapolis nel 1937 dopo la morte del padre. Servì nell'esercito degli Stati Uniti dal 1943 al 1946 e conseguì un Bachelor of Arts presso l'Università del Minnesota nel 1948. Tra il 1948 e il 1950 frequentò l'Università del Minnesota per gli studi post laurea. La sua prima opera di fantascienza pubblicata fu il racconto "Trespass!", scritto in collaborazione con Poul Anderson e pubblicato nella primavera del 1950 su Fantastic Stories Quarterly. L'anno successivo, tre dei suoi lavori solisti furono pubblicati su Astounding Science Fiction e uno su Planet Stories. Insieme ad Anderson, ha inaugurato la serie di racconti Hoka con "The Sheriff of Canyon Gulch" 
Le serie di romanzi di Dickson includono il Ciclo di Childe (a volte chiamato la serie dei Dorsai)  e il Cavaliere del Drago . Ha vinto tre premi Hugo e un premio Nebula ["Science Fiction and Fantasy Hall of Fame". EMP Museum. Retrieved September 4, 2013.].
Per gran parte della sua vita ha sofferto degli effetti dell'asma. È morto a causa di complicazioni derivanti da una grave forma di asma.

## Opere
(elenco parziale)

### Ciclo dei Dorsai
Tradotto in italiano per la collana fantascientifica Cosmo Argento della Editrice Nord. 
- Generale genetico (The Genetic General, 1960; anche come Dorsai!, 1976)
- Negromante (Necromancer, 1962; anche come No Room for Man)
- Guerrieri (Warrior, 1965), racconto incluso nel libro Il Dorsai perduto
- Soldato non chiedere (Soldier, Ask Not, 1967)
- Tattica dell'errore (Tactics of Mistake, 1971)
- Lo spirito dei Dorsai (The Spirit of Dorsai, 1979)
- Il Dorsai perduto (Lost Dorsai, 1980). Premio Hugo 1981
- L'Enciclopedia Finale I e II (The Final Encyclopedia, 1984)
- The Dorsai Companion, 1986
- La congiura Dorsai (The Chantry Guild, 1988)
- Young Bleys, 1991
- Other, 1994
- Antagonist (con David W. Wixon), 2007

### Serie del Cavaliere del Drago
- Il drago e il George (The Dragon and The George, 1976)
- The Dragon Knight, 1990
- The Dragon on the Border, 1992

I primi tre titoli sono stati raccolti da Mondadori in un unico volume e pubblicati il 4 luglio 2023 sotto il titolo Il Cavaliere Drago: prima trilogia, a cura di Massimo Scorsone e con la traduzione di Roberta Rambelli e Davide Mana, sia in versione cartacea che elettronica.
- The Dragon at War, 1992
- The Dragon, the Earl, and the Troll, 1994
- The Dragon and the Djinn, 1996
- The Dragon and the Gnarly King, 1997
- The Dragon in Lyonesse, 1998
- The Dragon and the Fair Maid of Kent, 2000

### Serie degli Hoka
(con Poul Anderson)
- Hoka Sapiens, antologia (Earthman's Burden, 1957; riedito come Hoka! Hoka! Hoka!, 1998)
- Hoka!, 1983
- Star Prince Charlie, 1975
- Hokas Pokas, 2000 (comprende Star Prince Charlie)

### Romanzi
- Alien from Arcturus, 1956 (ampliato col titolo Arcturus Landing)
- La razza senza fine (Mankind on the Run, 1956; ripubblicato come On the Run, 1979)
- Time to Teleport, 1960
- La missione del tenente Truant (Naked to the Stars, 1961)
- Sul pianeta degli orsi (Spacial Delivery, 1961)
- Delusion World, 1961
- Esche nello spazio (The Alien Way, 1965)
- The Space Winners, 1965
- La cosmonave dei ventiquattro (Mission to Universe, 1965; revisione 1977)
- The Space Swimmers, 1967)
- Planet Run, 1967 (con Keith Laumer)
- L'artiglio dello spazio (Space Paw, 1969)
- L'impero degli eletti (Wolfling, 1969)
- None But Man, 1969
- L'ora dell'orda (Hour of the Horde, 1970)
- Il mondo dei sonnambuli (Sleepwalkers' World, 1971)
- Lo spaziale (The Outposter, 1972)
- La massa di Pritcher (The Pritcher Mass, 1972)
- Alien Art, 1973
- The R-Master, 1973 (rivisitato col titolo The Last Master, 1984)
- Gremlins, Go Home, 1974 (con Ben Bova)
- Astroincendio doloso (The Lifeship, 1977; anche come Lifeboat; con Harry Harrison)
- Le nebbie del tempo (Time Storm, 1977)
- Il richiamo delle stelle (The Far Call, 1978)
- Home from the Shore, 1978
- Pro, 1978
- Masters of Everon, 1980
- The Last Master, 1984
- Jamie the Red, 1984 (con Roland Green)
- Steel Brother, 1985
- L'uomo eterno (The Forever Man, 1986)
- I giganti della Terra (Way of the Pilgrim, 1987)
- The Earth Lords, 1989
- Wolf and Iron, 1990
- The Magnificent Wilf, 1995
- The Right to Arm Bears, 2000 raccolta di Spacial Delivery, Spacepaw e altri.

### Racconti brevi
- Danger – Human, 1970 (The Book of Gordon Dickson, 1973)
- Mutants, 1970
- The Star Road, 1973
- Ancient, My Enemy, 1974
- Gordon R. Dickson's SF Best, 1978 (rivisitato col titolo In The Bone, 1987)
- In Iron Years, 1980
- Love Not Human, 1981
- The Man from Earth, 1983
- Dickson!, 1984 (rivisitato col titolo Steel Brother)
- Survival!, 1984
- Forward!, 1985
- Beyond the Dar Al-Harb, 1985
- Invaders!, 1985
- The Man the Worlds Rejected, 1986
- Mindspan, 1986
- The Last Dream, 1986
- The Stranger, 1987
- Guided Tour, 1988
- Beginnings, 1988
- Ends, 1988

### Libri per l'infanzia
- Secret under the Sea, 1960
- Secret under Antarctica, 1963
- Secret under the Caribbean, 1964
- Secrets of the Deep, 1985. Raccolta dei tre libri

## Premi
Premio Hugo
- Soldato non chiedere come miglior racconto breve, 1965
- Il Dorsai perduto come miglior romanzo breve, 1981
- The Cloak and the Staff come miglior racconto, 1981

Premio Nebula
- Call Him Lord come miglior racconto, 1966

Premio Jupiter
- Time Storm come miglior racconto, 1978